# Музей И. С. Баха (Лейпциг)
Музей И. С. Баха (нем. Bach-Museum Leipzig) находится в Лейпциге, федеральная земля Саксония, посвящён жизни и творчеству композитора Иоганна Себастьяна Баха. Расположен на площади Томаскирхоф напротив церкви Святого Фомы; входит в состав Баховского архива.
Музей был открыт 21 марта 1985 года в так называемом «Бозе-хаусе» — старинном купеческом доме в барочном стиле, принадлежавшем в первой трети XVIII века Георгу Генриху Бозе (1682—1731), по соседству с которым в старой школе Святого Фомы проживал и преподавал И. С. Бах.
На площади порядка 450 м² представлена история семьи Бахов, творческий путь И. С. Баха и ряд его оригинальных рукописей, музыкальные инструменты середины XVIII века, пульт орга́на в разрушенной во время Второй мировой войны церкви Святого Иоанна (этот музыкальный инструмент в своё время настраивал И. С. Бах) и патронатская[уточнить] ложа XVIII века из церкви Святого Фомы. Современные аудиовизуальные средства дают возможность прослушивать музыку Баха «вживую» и узнать историю тех или иных произведений композитора. Небольшой внутренний двор с оформленным в современном стиле садом напоминает о богатой садовой культуре Лейпцига в эпоху барокко.